# Carl Myerscough

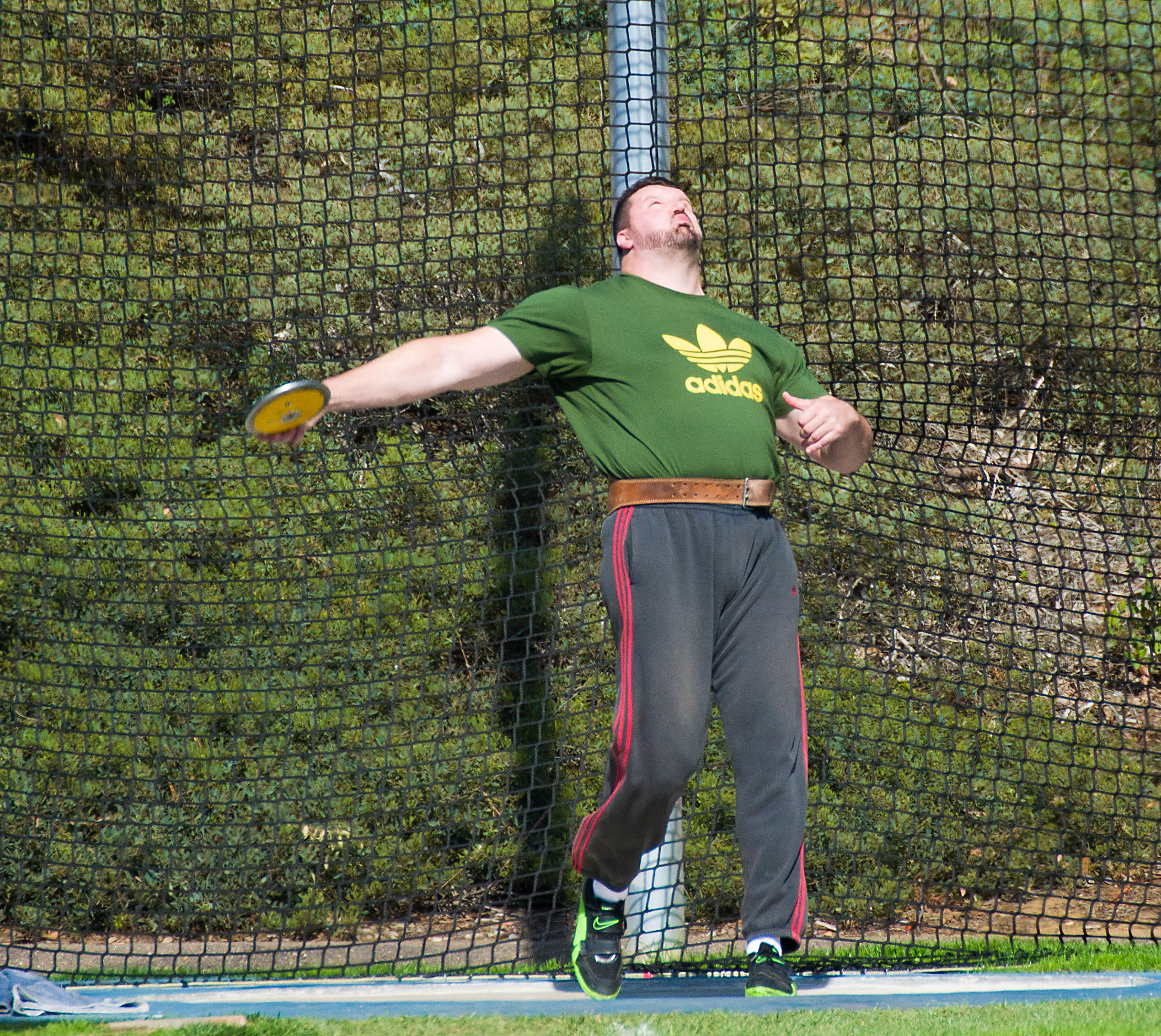
Myerscough 2012

Carl Myerscough (Carl Andrew Myerscough; * 5. September 1979 in Blackpool) ist ein britischer Kugelstoßer und Diskuswerfer.
Bei den Juniorenweltmeisterschaften 1998 in Annecy gewann er Bronze im Kugelstoßen.
2000 wurde er positiv auf anabole Steroide getestet und für zwei Jahre gesperrt. Die von der British Olympic Association verhängte lebenslange Sperre für die Olympischen Spiele wurde später aufgrund einer Entscheidung des Internationalen Sportgerichtshofs aufgehoben.
Im Kugelstoßen gewann er 2002 für England startend bei den Commonwealth Games in Manchester Bronze und wurde Siebter beim Weltcup in Madrid. Bei den Weltmeisterschaften 2003 in Paris/Saint-Denis schied er in der Qualifikation aus. 2004 wurde er Siebter bei den Hallenweltmeisterschaften in Valencia und 2005 Zehnter bei den Weltmeisterschaften in Helsinki.
2006 wurde er bei den Commonwealth Games in Melbourne Vierter im Kugelstoßen und Fünfter im Diskuswurf. Beim Kugelstoßen der Europameisterschaften in Göteborg verpasste er den Einzug ins Finale.
Bei den Hallenweltmeisterschaften 2008 in Valencia scheiterte er im Kugelstoßen in der Vorrunde ebenso wie im Jahr darauf bei den Halleneuropameisterschaften 2009 in Turin. Bei den Weltmeisterschaften in Berlin kam er im Kugelstoßen auf den zehnten Platz.
2010 wurde er im Kugelstoßen Achter bei den Hallenweltmeisterschaften in Doha und Elfter bei den Europameisterschaften in Barcelona. Bei den Commonwealth Games in Neu-Delhi holte er Bronze im Diskuswurf und wurde Vierter im Kugelstoßen.
Beim Diskuswurf der Weltmeisterschaften in 2011 in Daegu und beim Kugelstoßen der Europameisterschaften 2012 in Helsinki und der Olympischen Spiele in London kam er nicht über die erste Runde hinaus.
Bei den Commonwealth Games 2014 in Glasgow wurde er Siebter im Diskuswurf.
Fünfmal wurde er Englischer Meister im Kugelstoßen (1999, 2003–2006) und zweimal im Diskuswurf (2005, 2006). Von 2007 bis 2012 wurde er sechsmal in Folge Britischer Meister im Kugelstoßen. Für die University of Nebraska-Lincoln startend wurde er je zweimal NCAA-Meister (2003, 2004) und NCAA-Hallenmeister (2002, 2003).
Seit dem 20. Juni 2003 ist er mit der US-amerikanischen Hammerwerferin Melissa Myerscough (geb. Price) verheiratet.
Am 14. August 2023 konnte sich Carl Myerscough erfolgreich am Captains of Crush #4 zertifizieren. Er ist der erste Athlet, der die Zertifizierung am CoC #4 nach der Regeländerung 2006 mit Kreditkarte geschafft hat und insgesamt die sechste Person.

## Persönliche Bestleistungen
- Kugelstoßen: 21,92 m, 13. Juni 2003, Sacramento (britischer Rekord)
  - Halle: 21,49 m, 15. März 2003, Fayetteville (britischer Rekord)
- Diskuswurf: 65,24 m, 9. Juni 2012, Claremont